# Nöllenberger Bach
| Zuläufe und Bauwerke \| Nöllenberger Bach \| Nöllenberger Bach \| Nöllenberger Bach \| \| ---------------------------- \| ----------------- \| ----------------- \| \| Legende \| \| \| \| Wuppertal \| \| Wuppertal \| \| \| \| \| \| \| \| \| \| Wupper (Beyenburger Stausee) \| \| \| |  |           |
| Nöllenberger Bach |  |           |
| Legende |  |           |
| Wuppertal |  | Wuppertal |
| |  |           |
| |  |           |
| Wupper (Beyenburger Stausee) |  |           |

Der Nöllenberger Bach ist ein linker Zufluss der Wupper in der nordrhein-westfälischen Großstadt Wuppertal.

## Lage und Topografie
Der Nöllenberger Bach entspringt auf 278 Meter ü. NN bei dem Wuppertaler Weiler Nöllenberg und fließt in nördliche Richtung. Er mündet nach ca. 500 Metern auf 200 Meter ü. NN in die Stauwurzel des Beyenburger Stausee, einen Aufstau der Wupper.